# آبشار دیکز کریک
آبشار دیک کریک (به انگلیسی: Dick's Creek Falls) آبشاری است که در ایالات متحده آمریکا واقع شده و ارتفاع کلی ریزشگاه آن ۶۰ فوت (۱۸ متر) است.